# Santuario di Nostra Signora delle Grazie (Chiavari)
Il santuario di Nostra Signora delle Grazie è un luogo di culto cattolico situato nella località delle Grazie nel comune di Chiavari, nella città metropolitana di Genova. L'edificio si trova lungo la strada statale 1 Via Aurelia, in un tratto in cui la costa si alza ripida sul mare, con un versante boscoso. Il santuario domina il mare, ed è ben visibile ancora oggi dai naviganti come nel passato.

## Storia

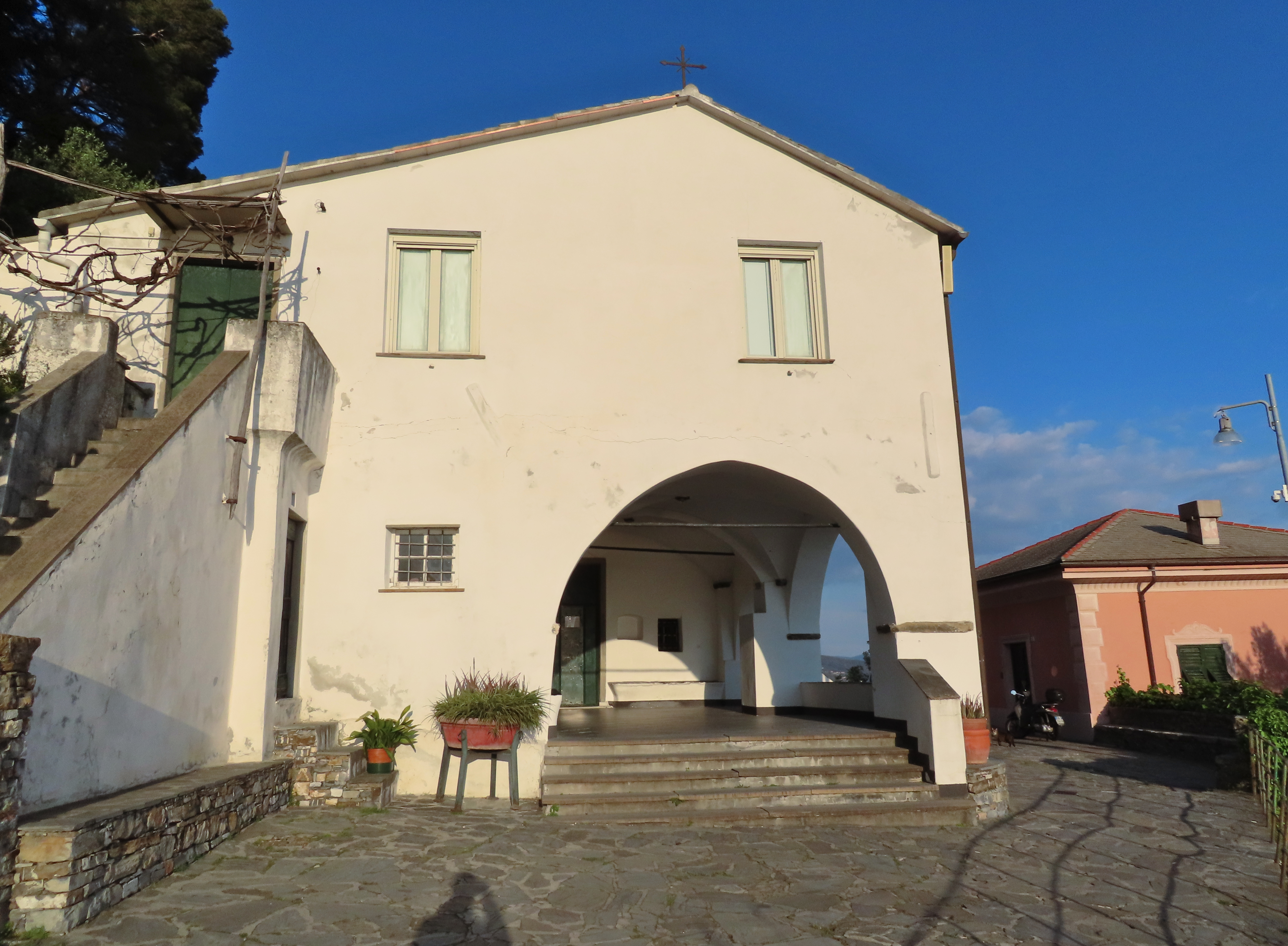
Facciata

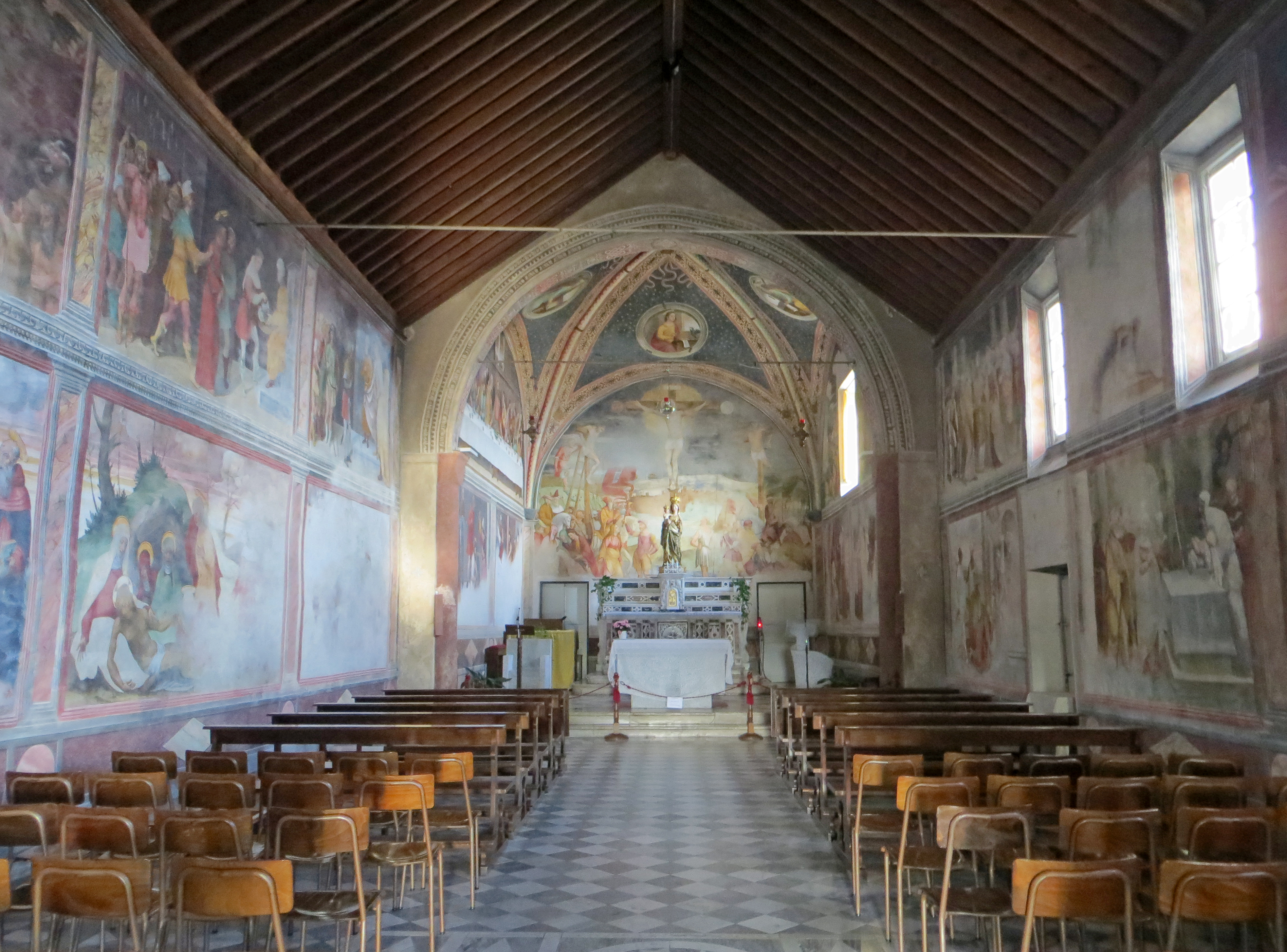
Navata

Secondo studi approfonditi sull'odierna struttura, le varie fasi che portarono ad un'evoluzione architettonica dell'edificio seguirono una precisa e logica scelta di "aggregazione", nel senso che l'impianto subì le varie modifiche nei secoli senza il classico metodo della "sovrapposizione", fenomeno comune di altri edifici religiosi del chiavarese e del territorio ligure, soprattutto nelle rivisitazioni barocche.
Una prima analisi dello storico annalista chiavarese Agostino Busco, della seconda metà del XVII secolo, ipotizza la fondazione di un primo edificio, una cappella dedicata alla Madonna della Misericordia, al XIV secolo o antecedente al XIII secolo.
L'odierna struttura fu costruita o ingrandita a cavallo tra il XIV e XV secolo e proprio a questo periodo è databile la prima citazione scritta del santuario, un atto notarile del 1416.
Gli ultimi interventi di ammodernamento, ripristino e restauro risalgono al 1663 (locali per la residenza del custode), al 1839 (restauro della canonica con l'inglobamento alla cappella della Misericordia) e tra gli anni 1952-1961 per un assestamento generale dell'intero santuario.

## Descrizione

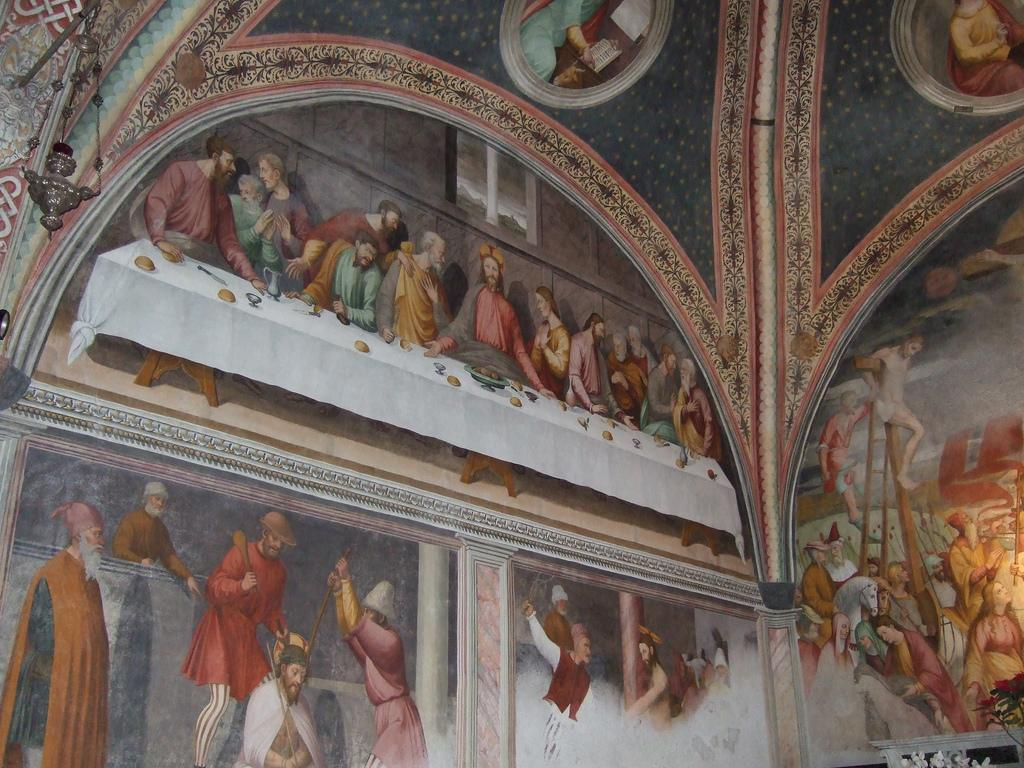
Particolare degli affreschi

Ospita al suo interno il ciclo di affreschi di Teramo Piaggio e quello più importante di Luca Cambiaso. Quest'ultimo, collocato nella contro facciata, raffigura il Giudizio Universale, e risale al 1550.
Committenti di questi cicli pittorici furono i Vaccà o Vaccari, che nei secoli XVI e XVII gestivano la fabbriceria del santuario delle Grazie. La loro famiglia era ascritta dal 1528 all'Albergo del Promontorio in Genova. Erano fedeli alla famiglia genovese Doria, e nel 1587 un membro della famiglia, Davide Vacca divenne doge della Repubblica di Genova dal 14 novembre 1587 al 14 novembre 1589.
L'affresco di Luca Cambiaso è in rapporto all'ascesa sociale della famiglia Vaccari; per questo motivo venne richiesto al pittore un tema aggiornato alle attualità e novità romane, quali il Giudizio Universale della Cappella Sistina di Michelangelo. Era stato scelto Luca Cambiaso per i suoi rapporti coi Doria, avendo l'artista affrescato il palazzo di Antonio Doria.
Il santuario è ricordato anche per i moltissimi voti dei marinai, presso i quali era vivo il suo culto. Qui è rappresentata anche L'Ultima Cena.